# 坂本堤
坂本 堤（さかもと つつみ、1956年〈昭和31年〉4月8日 - 1989年〈平成元年〉11月4日）は、神奈川県横須賀市出身の弁護士、自由法曹団員。オウム真理教の幹部らによって殺害される（坂本堤弁護士一家殺害事件）。

## 来歴・人物
神奈川県立横須賀高等学校、東京大学法学部卒業。法律事務所の事務職員勤務を経て、1984年、28歳で司法試験合格、司法修習（第39期司法修習生）を経て、1987年より横浜法律事務所で弁護士業務に携わった。司法修習生時代の同期に福島瑞穂がいる。また事務員時代に豊田商事破産事件管財人弁護士団を手伝っていたことがある。当時管財人弁護士団に参加していた宇都宮健児の事務員が、後の妻・都子であった（出産直前の1988年まで勤務）。
1989年、江川紹子からの紹介で、オウム真理教に出家した信者の親たちの依頼を受け、教団と交渉した。またオウム真理教被害者の会を設立したが、教団から「翌年に真理党からの出馬を決めている総選挙に向けての選挙活動に支障を来す」と恐れられていた。
11月4日未明、横浜市磯子区の自宅で教団幹部らによって、妻・長男とともに殺害される。33歳没。遺体は殺害犯らにより、一家3人別々の場所に埋められた。殺害されたことは事件から6年後の1995年まで判明せず、世間には長らく失踪として扱われた。
1995年、殺害犯の一人である岡﨑一明の自供から遺体の遺棄場所が判明する。供述に基づき捜索したところ、9月6日、新潟県西頸城郡名立町（現在：上越市）の山中から発見された。同じ日には富山県魚津市の林道脇から妻の遺体が、4日後の9月10日には長野県大町市の山中から長男の遺体が発見された。
10月22日、横浜市港北区の横浜アリーナで、日本弁護士連合会と横浜弁護士会による坂本堤一家の合同葬が営まれた。参列者は土屋公献日本弁護士連合会会長、海部俊樹元首相、岡崎洋神奈川県知事、高秀秀信横浜市長、渡辺泉郎神奈川県警察本部長のほか、関係者、一般市民2万6000人にのぼり、一時は式場から新横浜駅まで約1キロメートルの列ができた。喪主は坂本の母親が務め、葬儀では坂本が生前愛聴したクラシック音楽を、友人だったバイオリニスト・松本克己が所属する日本フィルハーモニー交響楽団が演奏し、参列者が白菊の花を捧げ、一家に別れを告げた。戒名は「誠徳院碧巖宗堤居士」。墓所は神奈川県鎌倉市の円覚寺・松嶺院。